# Proliga de 2022–23
A Temporada da Proliga de 2022-23 foi a 19ª edição da competição de segundo escalão no basquetebol de Portugal disputada por 16 equipas. Ao término da competição será apurado como promovidos à LPB na próxima temporada campeão e finalista.

## Formato
Participam da competição as equipas 16 equipas divididas em Grupo Norte e Grupo Sul com oito cada uma. Os quatro melhores colocados disputam a segunda fase no grupo denominado "Grupo Subida" ao mesmo tempo que os quatro piores colocados disputam o "Grupo Descida". Na primeira serão em no modo "todos-contra-todos", enquanto que na segunda fase os participantes carregam os resultados da primeira fase e apenas jogam contra os adversários que formavam o outro grupo.
Os quatro melhores do "Grupo Subida" disputam os "Playoffs".

## Primeira fase

### Confrontos
| Casa\Visitante         | ACA   | ADG   | ELE   | ILL   | GAA   | MAI   | SAM   | SCV   |
| ---------------------- | ----- | ----- | ----- | ----- | ----- | ----- | ----- | ----- |
| Académica Efapel       |       | 92-99 | 50-56 | 55-69 | 63-69 | 71-59 | 82-53 | 96-76 |
| A.D. Galomar Prediclub | 83-71 |       | 88-64 | 65-59 | 80-54 | 82-75 | 68-61 | 93-76 |
| Eléctrico F.C.         | 66-81 | 51-79 |       | 50-65 | 72-78 | 74-68 | 70-73 | 55-69 |
| Illiabum Clube         | 71-64 | 87-84 | 95-51 |       | 69-66 | 72-67 | 78-60 | 81-76 |
| Galitos Aveiro         | 73-94 | 62-85 | 90-68 | 85-81 |       | 76-63 | 88-72 | 71-76 |
| Maia Basket            | 76-70 | 74-78 | 81-69 | 79-75 | 58-61 |       | 74-69 | 94-92 |
| Sampaense Basket       | 82-92 | 75-94 | 85-79 | 56-98 | 78-82 | 91-81 |       | 73-92 |
| SC Vasco da Gama       | 89-81 | 64-81 | 82-76 | 79-86 | 80-92 | 98-74 | 93-78 |       |

| Casa\Visitante          | BSA    | GAB    | FCB    | GIN    | OSB   | POR     | QUE     | S22   |
| ----------------------- | ------ | ------ | ------ | ------ | ----- | ------- | ------- | ----- |
| BSA Nacex               |        | 88-92  | 78-73  | 84-80  | 88-89 | 73-62   | 82-71   | 65-54 |
| Galitos Barreiro        | 78-93  |        | 86-76  | 74-57  | 82-78 | 67-62   | 88-79   | 85-78 |
| FC Barreirense          | 65-96  | 92-99  |        | 109-88 | 88-93 | 89-105  | 71-69   | 88-79 |
| Ginásio Serviplaco      | 81-88  | 59-70  | 115-75 |        | 88-82 | 69-72   | 71-78   | 68-70 |
| Os Belenenses           | 89-108 | 88-102 | 97-85  | 75-90  |       | 77-75   | 101-105 | 91-84 |
| Portimonense Portipesca | 91-76  | 82-70  | 67-74  | 66-63  | 79-75 |         | 70-84   | 76-52 |
| Queluz / Consilcar      | 84-98  | 71-89  | 95-93  | 84-88  | 87-78 | 103-111 |         | 92-77 |
| SL Benfica "Sub22"      | 72-82  | 42-82  | 70-85  | 79-63  | 76-83 | 72-63   | 63-89   |       |

## Segunda fase

### Confrontos
| Casa\Visitante          | ADG     | BSA   | POR     | GAA   | GAB    | ILL    | SVG   | QUE   |
| ----------------------- | ------- | ----- | ------- | ----- | ------ | ------ | ----- | ----- |
| A.D. Galomar Prediclub  |         | 71-79 | 65-55   | 80-54 | 79-76  | 65-59  | 93-76 | 84-77 |
| BSA Nacex               | 81-108  |       | 73-62   | 75-70 | 88-92  | 67-81  | 90-71 | 82-71 |
| Portimonense Portipesca | 45-85   | 91-76 |         | 94-77 | 82-70  | 87-85  | 78-70 | 70-84 |
| Galitos Aveiro          | 62-85   | 73-79 | 70-83   |       | 86-78  | 85-81  | 71-76 | 82-64 |
| Galitos Barreiro        | 93-75   | 78-93 | 67-62   | 83-70 |        | 90-92  | 83-84 | 88-79 |
| Illiabum Clube          | 87-84   | 91-94 | 83-93   | 69-66 | 99-103 |        | 81-76 | 92-90 |
| SC Vasco da Gama        | 64-81   | 84-80 | 68-76   | 80-92 | 69-80  | 79-86  |       | 96-92 |
| Queluz / Consilcar      | 102-104 | 84-98 | 103-111 | 78-92 | 71-89  | 103-87 | 86-80 |       |

### Grupo descida Norte
| Pos | Equipa           | J  | V  | D | P+   | P-   | SP  | Pts | Classificação        |
| --- | ---------------- | -- | -- | - | ---- | ---- | --- | --- | -------------------- |
| 1   | Académica Efapel | 14 | 10 | 4 | 1087 | 1003 | 84  | 24  |                      |
| 2   | Maia Basket      | 10 | 9  | 5 | 1203 | 1143 | 60  | 23  |                      |
| 3   | Sampaense Basket | 14 | 7  | 7 | 1173 | 1182 | -9  | 21  |                      |
| 4   | Eléctrico F.C.   | 14 | 6  | 8 | 1080 | 1106 | -26 | 20  | Rebaixado para o CN1 |

### Grupo descida Sul
| Pos | Equipa             | J  | V | D | P+   | P-   | SP  | Pts | Classificação        |
| --- | ------------------ | -- | - | - | ---- | ---- | --- | --- | -------------------- |
| 1   | FC Barreirense     | 14 | 7 | 7 | 1242 | 1272 | -30 | 21  |                      |
| 2   | SL Benfica "Sub22" | 14 | 7 | 7 | 1118 | 1122 | -4  | 21  |                      |
| 3   | Ginásio Serviplaco | 14 | 5 | 9 | 1178 | 1205 | -27 | 19  |                      |
| 4   | Os Belenenses      | 14 | 5 | 9 | 1190 | 1238 | -48 | 19  | Rebaixado para o CN1 |

| Casa\Visitante     | ACA    | ELE   | FCB     | GIN   | MAI     | OSB   | SAM   | S22   |
| ------------------ | ------ | ----- | ------- | ----- | ------- | ----- | ----- | ----- |
| Académica Efapel   |        | 50-56 | 67-79   | 73-64 | 71-59   | 88-81 | 82-53 | 86-73 |
| Eléctrico F.C.     | 66-81  |       | 92-87   | 99-96 | 74-68   | 86-68 | 70-73 | 68-85 |
| FC Barreirense     | 75-90  | 83-80 |         |       | 78-91   |       |       |       |
| Ginásio Serviplaco | 75-852 | 84-82 |         |       | 81-96   |       | 80-99 |       |
| Maia Basket        | 76-70  | 81-69 | 107-109 | 88-83 |         | 91-71 | 74-69 | 89-77 |
| Os Belenenses      | 78-80  | 89-76 |         |       | 107-117 |       | 82-87 |       |
| Sampaense Basket   | 82-92  | 85-79 | 116-111 | 80-91 | 91-81   | 90-80 |       | 78-85 |
| SL Benfica "Sub22" | 86-72  | 76-83 |         |       |         |       | 85-83 |       |

## Playoffs

### Semifinais
| Time 1                  | Série | Time 2           | 1º Jogo  | 2º Jogo | 3º Jogo |
| ----------------------- | ----- | ---------------- | -------- | ------- | ------- |
| A.D. Galomar            | 2 - 0 | Galitos Barreiro | 107 - 98 | 88 - 78 | -       |
| Portimonense Portipesca | 2 - 1 | BSA Nacex        | 71 - 70  | 73 - 86 | 85 - 79 |

### Final
| Time 1       | Série | Time 2                  | 1º Jogo | 2º Jogo  | 3º Jogo |
| ------------ | ----- | ----------------------- | ------- | -------- | ------- |
| A.D. Galomar | 2 - 0 | Portimonense Portipesca | 75 - 66 | 101 - 71 | -       |

## Promoção e rebaixamento

### Promoções
- A.D. Galomar[4]
- Portimonense Portipesca[5]

### Rebaixamentos
- Eléctrico F.C.
- Os Belenenses